# Jacques Lob
Jacques Lob (* 19. August 1932 in Paris; † 24. Mai 1990 in Château-Thierry) war ein französischer Comicautor.

## Leben
Zu Beginn seiner beruflichen Laufbahn zeichnete Lob humoristische Comics für Hara-Kiri, Planète und andere Zeitschriften, bis ihm Jean-Michel Charlier, der Chefredakteur von Pilote, 1963 riet, ausschließlich als Szenarist zu arbeiten. Lob schrieb für Jean-Claude Mézières, Jijé, Philippe Druillet, Georges Pichard und andere. Besonders erfolgreich war seine Zusammenarbeit mit Marcel Gotlieb und Alexis, aus der die Serie Superdupont entstand.
Lob begann Mitte der 1970er Jahre, wieder selbst zu zeichnen, und veröffentlichte Geschichten in verschiedenen Comicmagazinen, darunter Métal Hurlant, l’Écho des Savanes und Fluide Glacial. Er schrieb aber weiterhin Szenarios für andere, meistens für bei Pilote engagierte Zeichner. Aus diesen Geschichten entstand 1982 das Album Lob de la Jungle. Mit Jean-Marc Rochette schuf er 1982 mit La Transperceneige eine Geschichte um 20 Personen, die in einem Zug einer neuen Eiszeit entkommen wollen. Der Comic, 2013 in deutscher Übersetzung unter dem Titel Schneekreuzer im Verlagshaus Jacoby & Stuart erschienen, wurde 2013 von Bong Joon-ho unter dem Titel Snowpiercer verfilmt, Produzent ist Park Chan-wook. Premiere des Films war 2013.
Lob war ab 1984 Chefredakteur des Comicmagazins Chic, das 1985 nach neuen Ausgaben wieder eingestellt wurde.
Er erhielt 1986 den Grand Prix de la Ville d’Angoulême.

## Werke in deutscher Übersetzung
- Brigitte, Band 1–3, Zeichner: Georges Pichard, 1982–1983 Volksverlag
- Jerry Spring, Band 1 und 3, Zeichner: Jijé, 1987–1988 Carlsen Verlag
- Schneekreuzer, Zeichner: Jean-Marc Rochette, 2013 Verlagshaus Jacoby & Stuart